# Нитротирозин
Нитротирозин, точнее 3-нитротирозин — органическое азотсодержащее соединение, относится к нитросоединениям, является продуктом нитрования тирозина, осуществляемого с участием реактивных форм азота, таких, как пероксинитрит и оксид азота(IV). Нитротирозин синтезируется в организме при некоторых патологических состояниях и считается маркером NO-зависимого оксидативного стресса. Его обнаруживают в тканях, повреждённых течением заболеваний, например, в роговицах, поражённых кератоконусом. Также нитротирозин может участвовать в патогенезе диабета.
Исследования показывают, что повышенный уровень нитротирозина можно снизить с помощью N-ацетилцистеина (NAC), который является предшественником глутатиона, одного из основных эндогенных антиоксидантов организма. Повышенные уровни нитротирозина были связаны с церебральной ишемией и отёком, для которых NAC также оказался потенциальным средством лечения.
Свободный нитротирозин подвергается метаболизму с образованием 3-нитро-4-гидроксифенилуксусной кислоты (NHPA), которая выводится с мочой.

## Физико-химические свойства
Нитротирозин представляет собой кристаллическое вещество желтоватого цвета (переходящего в светло-зелёный), имеет температуру плавления 232-235 °С (плавится с разложением). В живых организмах встречается в основном в L-форме. In vivo образуется в результате процессов оксидативного стресса — активных форм азота, которые взаимодействуют с тирозином. In vitro является окрашенным продуктом ксантопротеиновой реакции (действие концентрированной азотной кислоты на белки или пептиды, в составе которых и обнаруживаются ароматические аминокислоты, включая и тирозин). Нитротирозин за счёт полярной нитрогруппы (-NO2) обладает выраженными кислотными свойствами и способен реагировать с щелочами, с образованием окрашенных солей щелочных металлов — нитротирозинаты (натриевая соль имеет оранжевый цвет). 